# クマ・エルハジ・ババカル
クマ・エル・ハッジ・ババカル（Khouma El Hadji Babacar, 1993年3月17日 - ）は、セネガル・ティエス出身のサッカー選手。セネガル代表。FCコペンハーゲン所属。ポジションはフォワード。

## 経歴

### クラブ

#### ユース時代
2005年に出身地ティエスを本拠地とするUSライユにてサッカー選手としてのキャリアをスタートする。2007年夏、ババカルが14歳のときにイタリアのクラブペスカーラに移籍するために渡伊。1年後の2008年7月にはACFフィオレンティーナの下部組織に移籍する。

#### フィオレンティーナ

##### 下部組織
移籍初年度の2008-09シーズンにフィオレンティーナのアッリエーヴィにおいて全国大会で優勝し、レアル・マドリード、FCバルセロナ、マンチェスター・ユナイテッドFC、チェルシーFCのスカウト陣の注目を集める。同シーズンはアッリエーヴィの1つ上のカテゴリであるプリマヴェーラにも15歳ながら飛び級で所属し、掛け持ちで出場したトルネオ・ディ・ヴィアレッジョでは得点を決め、その活躍とプレースタイルからイタリアの全国スポーツ紙「ガゼッタ・デロ・スポルト」には将来のディディエ・ドログバ、ヴィオラのマリオ・バロテッリと賞賛された。

##### トップチーム
2009年のプレシーズンに初めてトップチームの練習に参加。チェーザレ・プランデッリ監督やチームメイトのセバスティアン・フレイらに「下部組織に非常に興味深い選手がいる」と印象付ける。その後、16歳でクラブとプロ契約を交わし、UEFAチャンピオンズリーグの登録メンバーにAリスト選手として選出される。2010年1月14日に行われたコッパ・イタリアでの対ACキエーヴォ・ヴェローナ戦にて、16歳にしてトップチームデビュー及び、プロ公式戦デビューを果たす。デビュー戦の後半30分にはマヌエル・パスクアルが放った直接フリーキックがババカルに当たりコースが変わり得点も記録する。チームの3-2の勝利に貢献し、プレー内容とともに上々のデビューとなった。同年2月27日にはアウェイで行われた対SSラツィオ戦にてマリオ・ボラッティとの交代でリーグ戦に出場、16歳でセリエAにデビューを果たした。続く3月13日のアウェイで行われた対SSCナポリ戦では途中出場ながら勝ち越し点の起点となり、さらに終了間際には相手ゴールキーパーのモルガン・デ・サンクティスが上がっているのを見逃さす、50メートルほど離れた無人のゴールにボールを流し込みステヴァン・ヨヴェティッチへのアシストを記録した。初アシストを記録した翌試合の対ジェノアCFC戦では17歳と3日でセリエA出場2試合目にして初得点をあげる。3月20日に行われた同試合で終了間際の後半35分にアルベルト・ジラルディーノと交代で出場すると、その6分後である後半41分に後方からのロングパスを相手ディフェンダーと競り合いながらもキープし、ゴールキーパーとの1対1を制しコースを突くゴールを決めた。
2010年7月13日には、フィオレンティーナと2015年までの契約を延長することで合意した。シニシャ・ミハイロヴィッチが監督就任後は背番号9番を任された。

#### ラシン、パドヴァへのレンタル、モデナでの活躍
2012年1月31日、ラシン・サンタンデールにレンタル移籍した。
2012年7月11日、カルチョ・パドヴァにレンタル移籍した。
2013年8月11日、モデナFCへレンタル移籍。モデナではレギュラーFWとして活躍し、セリエBのリーグ戦において39試合出場、得点はリーグ3位となる20得点を記録した。出場試合数、得点数共にチームトップの数字であり、この活躍からレンタル元であるフィオレンティーナがレンタルバックを求める事になった。

#### 再びフィオレンティーナへ
2014年6月20日にフィオレンティーナ復帰。2014-2015シーズンは途中怪我により離脱したものの、リーグ戦において20試合出場、7得点をあげる。10月5日の対インテル戦ではゴールから30メートルの距離からゴールを決め、セリエAにおいても通用しうるポテンシャルを印象づけた。
2015年7月14日にフィオレンティーナと5年 (2020年まで) の契約延長にサインした事をクラブCEOのアンドレア・ロッグが公式発表し、年俸150万ユーロと報道された。
2016-17シーズン4月22日のインテル戦で先発すると2ゴールを決め5-4での勝利に貢献した。2016-17シーズンはセリエA10得点を記録した。2019-20シーズンはサッスオーロからレッチェへレンタル移籍した。

### 代表
2015年3月23日にセネガル代表に初招集される。

## 人物
ACFフィオレンティーナの下部組織において特筆すべき活躍をし、国内外のスカウトの注目を浴びる選手。イタリアのメディアからは新たなディディエ・ドログバとも呼ばれ、フィジカルと身体能力の高さを活かし、豊富な得点パターンを持つセンターフォワードである。両足を遜色なく使い、ポストプレーにも優れる。本人も憧れているディディエ・ドログバやヌワンコ・カヌのように強靭な体躯と高いテクニックを併せ持つが、同時に、トップチームに引き上げたプランデッリ監督からは「少々ボールを持ちすぎる」と指摘されていた。

## エピソード
- 本人はイスラム教徒であることを公言している[22]が、トレーニングを行いながら実行するのは困難との理由でラマダーンは行っていないと話している。

## 個人成績
| 国内大会個人成績 | 国内大会個人成績       | 国内大会個人成績      | 国内大会個人成績         | 国内大会個人成績 | 国内大会個人成績 | 国内大会個人成績 | 国内大会個人成績 | 国内大会個人成績 | 国内大会個人成績 | 国内大会個人成績 | 国内大会個人成績 |
| 年度             | クラブ                 | 背番号                | リーグ                   | リーグ戦         | リーグ戦         | リーグ杯         | リーグ杯         | オープン杯       | オープン杯       | 期間通算         | 期間通算         |
| 年度             | クラブ                 | 背番号                | リーグ                   | 出場             | 得点             | 出場             | 得点             | 出場             | 得点             | 出場             | 得点             |
| イタリア         | イタリア               | イタリア              | イタリア                 | リーグ戦         | リーグ戦         | イタリア杯       | イタリア杯       | オープン杯       | オープン杯       | 期間通算         | 期間通算         |
| ---------------- | ---------------------- | --------------------- | ------------------------ | ---------------- | ---------------- | ---------------- | ---------------- | ---------------- | ---------------- | ---------------- | ---------------- |
| 2009-10          | ACFフィオレンティーナ  | 21                    | セリエA                  | 4                | 1                | 1                | 1                | -                | -                | 5                | 2                |
| 2010-11          | ACFフィオレンティーナ  | 9                     | セリエA                  | 18               | 0                | 2                | 2                | -                | -                | 6                | 2                |
| 2011-12.1        | ACFフィオレンティーナ  | 9                     | セリエA                  | 1                | 0                | -                | -                | -                | -                | 1                | 0                |
| スペイン         | スペイン               | スペイン              | スペイン                 | リーグ戦         | リーグ戦         | 国王杯           | 国王杯           | オープン杯       | オープン杯       | 期間通算         | 期間通算         |
| 2012.1-7         | ラシン・サンタンデール | 11                    | プリメーラ・ディビシオン | 8                | 0                | -                | -                | -                | -                | 8                | 0                |
| イタリア         | イタリア               | イタリア              | イタリア                 | リーグ戦         | リーグ戦         | イタリア杯       | イタリア杯       | オープン杯       | オープン杯       | 期間通算         | 期間通算         |
| 2012-13          | カルチョ・パドヴァ     | 21                    | セリエB                  | 14               | 1                | 1                | 1                | -                | -                | 15               | 2                |
| 2013-14          | モデナFC               | 15                    | セリエB                  | 39+2             | 20               | 1                | 0                | -                | -                | 42               | 20               |
| 2014-15          | ACFフィオレンティーナ  | 30                    | セリエA                  | 20               | 7                | 3                | 0                | EL5              | 2                | 28               | 9                |
| 2015-16          | ACFフィオレンティーナ  | 30                    | セリエA                  | 18               | 5                | 1                | 0                | 5                | 2                | 24               | 7                |
| 2016-17          | ACFフィオレンティーナ  | 30                    | セリエA                  | 21               | 10               | 1                | 0                | 8                | 4                | 26               | 13               |
| 通算             | ACFフィオレンティーナ  | ACFフィオレンティーナ | セリエA                  | 82               | 23               | 9                | 3                | 18               | 8                | 110              | 34               |
| 総通算           | 総通算                 | 総通算                | 総通算                   | 147              | 44               | 18               | 8                | 11               | 4                | 176              | 56               |

- 2010年1月14日 - プロ初出場 - キエーヴォ戦（スタディオ・アルテミオ・フランキ (フィレンツェ)）
- 2010年1月14日 - プロ初得点 - キエーヴォ戦（スタディオ・アルテミオ・フランキ (フィレンツェ)）
- 2010年2月27日 - セリエA初出場 - ラツィオ戦（スタディオ・オリンピコ・ディ・ローマ）
- 2010年3月13日 - セリエA初アシスト - ナポリ戦（スタディオ・サン・パオロ）
- 2010年3月20日 - セリエA初得点 - ジェノア戦（スタディオ・アルテミオ・フランキ (フィレンツェ)）

## 獲得タイトル
- 2009年 カンピオナート・アッリエーヴィ・ナツィオナーリ 優勝